# Claudio Toscanini
Claudio Toscanini (Cortemaggiore, 23 gennaio 1833 – Milano, 29 marzo 1906) è stato un patriota italiano, noto anche per essere stato il padre del direttore d'orchestra Arturo Toscanini.

## Biografia
Claudio Toscanini nacque a Cortemaggiore nel 1833, figlio di Angelo (1790-1860) ed Eligia Bombardi. Abbracciò giovanissimo le idee mazziniane e, "sarto irresponsabile e avventuriero", lasciò la casa paterna per combattere nel corso della seconda guerra di indipendenza e nella spedizione nell'Italia meridionale del 1860. Sergente del 25º Battaglione bersaglieri dell'Esercito regio, nel 1862 disertò per seguire Giuseppe Garibaldi nella giornata dell'Aspromonte, fatto che gli costò la condanna a morte inflittagli dal Tribunale militare di Messina, pena che poi sarà commutata in tre anni di carcere militare.
Il 7 giugno 1866 si sposò a Parma, nella chiesa di Santo Spirito, con Paola Montani (1840-1924) e con il contemporaneo scoppio della terza guerra di indipendenza si arruolò nel Corpo Volontari Italiani di Garibaldi, combattendo in Trentino nella battaglia di Condino e in quella di Bezzecca. Fu decorato con due medaglie al valor militare conferitegli da Vittorio Emanuele II e da Giuseppe Garibaldi.
Nel 1867 nacque il figlio primogenito Arturo. In cerca di migliori condizioni di lavoro come sarto, pochi mesi dopo si trasferì con la famiglia a Genova, ma, essendo Arturo debole di salute, la madre Paola lo riportò a Parma, affidandolo ai nonni materni.
Claudio Toscanini "quando era a casa, pensava alle discussioni politiche, ai progetti sovversivi e trascorreva gran parte del suo tempo nelle osterie con gli amici a bere e a raccontare le sue avventure di guerra".
Morì a Milano nel marzo 1906 e fu sepolto con l'inseparabile camicia rossa, che indossava spesso nelle festività patriottiche.